# Østkarpatiske Biosfærereservat
Det Østkarpatiske Biosfærereservat er et grænseoverskridende beskyttet område, der er udpeget som et område af global betydning under UNESCOs Menneske og biosfære-programmet. Det ligger i de Østlige Karpater og omfatter dele af tre lande: Polen, Slovakiet og Ukraine .
Biosfærereservatet har et samlet areal på 2.132,11 km2.

## Oversigt
Reservatet blev oprindeligt udpeget som et polsk-slovakisk grænseoverskridende naturreservat i 1992; den blev udvidet til at omfatte den ukrainske del i 1998.
Det omfatter følgende nationale beskyttede områder:
I Polen
Bieszczady Nationalpark (Bieszczadzki Park Narodowy) og de to nærliggende landskabsparker kaldet Cisna-Wetlina Landskabspark ( Ciśniańsko-Wetliński Park Krajobrazowy ) og San Valley Landskabspark (Park Krajobrazowy Doliny Sanu);
I Slovakiet
Poloniny Nationalpark (Národný park Poloniny) og tilstødende områder;
I Ukraine
Uzhanian National Naturpark og Nadsiansky Regionale Landskabspark.